# Gebze (stad)
Gebze (in de oudheid Libyssa) is een industriestad in de Turkse provincie Kocaeli. De stad groeit snel en heeft 768.467 inwoners.

## Geografie
De stad ligt tegen de grens aan van de provincie Istanboel, zo'n vijftig kilometer ten zuidoosten van de binnenstad van Istanboel en het is sinds de sterke groei van de laatste decennia tegen het uitgebreide stedelijk gebied van deze metropool aangegroeid.
Gebze ligt aan de noordkust van de Golf van İzmit. De belangrijkste voorstad is Darıca, ten zuiden van Gebze. Hier wordt de Osman Gazibrug gebouwd, die met een overspanning van 1668 meter op het moment van oplevering de op een na langste overspanning ter wereld zal bevatten. Met een lengte van vier kilometer verbindt hij Istanboel met het zuidwesten van Turkije.

## Geschiedenis
De Carthaagse generaal Hannibal pleegde hier in 183 v.Chr. zelfmoord, om zo niet in handen te hoeven vallen van de Romeinen.

## Cultuur
De beroemde Turkse schilder Osman Hamdi Bey bracht zijn laatste jaren door in het aangrenzende vissersdorp Eskihisar. Zijn oude huis is in 1982 verbouwd tot het Osman Hamdi Bey Museum.
- Bibliothèque nationale de France: cb146194456 (data)
- Gemeinsame Normdatei: 4237110-7
- Library of Congress Control Number: n80157773
- Nationale Bibliotheek van Israël: 987007564198905171
- Virtual International Authority File: 133694367

Adana · Ankara · Antalya · Aydın · Balıkesir · Bursa · Denizli · Diyarbakır · Gaziantep · Kayseri · Mersin · Istanbul · İzmir · İzmit · Konya · Şanlıurfa
Adapazarı · Antiochië (Antakya) · Erzurum · Eskişehir · Kahramanmaraş · Malatya · Manisa · Mardin · Muğla · Altınordu · Samsun · Tekirdağ · Trabzon · Van
Adıyaman · Afyonkarahisar · Ağrı · Akhisar · Aksaray · Alanya · Batman · Bolu · Çanakkale · Ceyhan · Çorlu · Çorum · Darıca · Derince · Düzce · Edirne · Elazığ · Erzincan · Gebze · Giresun · İnegöl · İskenderun · Isparta · Karabük · Karaman · Kırıkkale · Kırşehir · Körfez · Kütahya · Lüleburgaz · Nazilli · Niğde · Osmaniye · Rize · Siirt · Sivas · Tarsus · Tokat · Turgutlu · Uşak · Yalova ·  Zonguldak